# Жарко Шешум
Жарко Шешум (Бачка Паланка, 16. јун 1986) је бивши српски рукометаш. Играо је на позицији левог бека.

## Клупска каријера
Шешум је каријеру почео у екипи Синтелона из Бачке Паланке. Године 2005. га је дневни лист Спорт изабрао за најбољег младог спортисту Србије и Црне Горе. Играч Синтелона је био све до 2007. године када прелази у мађарски Веспрем. У екипи Веспрема је провео наредне три сезоне и у том периоду је био три пута првак Мађарске и два пута освајач Купа. Док је играо за мађарски клуб, Шешум је 8. фебруара 2009. године био нападнут заједно са још двојицом саиграча испред једног бара у Веспрему. Задобио је фрактуру јагодичне кости у покушају да одбрани Маријана Козму који је убијен у тој тучи.
Након Веспрема заиграо је за немачки Рајн–Некар Левен. Ту је провео наредне четири сезоне и освојио ЕХФ куп у сезони 2012/13. Током 2014. године прелази у немачки Гепинген. Са овим клубом је у сезони 2015/16. освојио ЕХФ куп а добио је и награду за најбољег играча завршног турнира. У наредној сезони поново осваја ЕХФ куп, што му је трећи трофеј у овом такмичењу. Током 2018. године је потписао за швајцарски клуб Кадетен из Шафхаузена. Са овим клубом је освојио титулу првака Швајцарске у сезони 2018/19. Три године је наступао у Швајцарској након чега је завршио играчку каријеру.

## Репрезентација
Шешум је био члан кадетске репрезентације Србије и Црне Горе која је 2004. године освојила златну медаљу на Европском првенству у Београду. Са истом селекцијом је поновио успех и следеће године када је освојено злато на Светском првенству у Катару а тада је и проглашен најбољим играчем турнира.
Са репрезентацијом Србије освојио је сребрну медаљу на Европском првенству 2012. и учествовао на Олимпијским играма у Лондону. Такође има златну медаљу са Медитеранских игара 2009. у Пескари.

## Успеси

### Клупски
- Веспрем
  - Првенство Мађарске (3) : 2007/08, 2008/09, 2009/10.
  - Куп Мађарске (2) : 2009, 2010.
- Рајн–Некар Левен
  - ЕХФ куп (1) : 2012/13.
- Гепинген
  - ЕХФ куп (2) : 2015/16, 2016/17.
- Кадетен Шафхаузен
  - Првенство Швајцарске (1) : 2018/19.

### Репрезентативни
- Европско првенство:  2012.
- Медитеранске игре:  2009.